# У загублених землях
У загублених землях (англ. In the Lost Lands) — епічний фентезійний фільм режисера Пола Андерсона за сценарієм Константіна Вернера на основі історії, яку вони написали разом. Заснований на однойменному оповіданні Джорджа Мартіна, у фільмі знялися Мілла Йовович і Дейв Батіста в ролях відьми та мисливця, відповідно, які подорожують до небезпечних земель, щоб знайти артефакт для королеви. Прем'єра в США відбулася 7 березня 2025 року. В Україні — 13 березня.

## Сюжет
Світ пережив апокаліпсис. Тепер планета більше схожа на випалену пустку, де на кожному кроці чатує небезпека. Ті, кому вдалося вижити, знайшли прихисток в місті під горою. Тут всім заправляє Верховний володар, якому підпорядковується Орден. Проте насправді король міста давно ослаб і вся влада фактично належить Ордену. Решту світу, де панує смерть та відчай, прийнято називати «Загубленими землями».
Черговою жертвою релігійної спільноти, як себе позиціонує Орден, стає Грей Еліс. Жінку звинувачують у відьомстві, за що передбачена смертна кара. Втім, дійсно маючи надприродні здібності, Еліс вдається врятуватися. Пізніше в нетрях міста її знаходить королева, щоб скористатися послугами відьми. Насправді Грей Еліс має дар виконувати бажання інших, проте часто ті потім жалкують, отримуючи бажане. Тим не менш королева просить відьму, щоб та наділила її здатністю перетворюватися на звіра — вона хоче стати перевертнем. Еліс погоджується, хоча попереджає про можливі наслідки.
Щоб виконати бажання королеви, Грей Еліс потребує допомоги таємничого мисливця Бойса. Він ледве не єдиний, хто наважується мандрувати до «Загублених земель» і має уявлення, де потрібно шукати перевертня. Однак Еліс та Бойс мають встигнути до настання повного Місяця, оскільки саме під час повні можна забрати силу перевертня.
Тим часом по сліду відьми йдуть служителі Ордена. Вони вбачають в особі Еліс небезпеку, оскільки вона стала надихати населення міста до боротьби проти існуючого режиму...

## Акторський склад
| Актор               | Роль                 |
| ------------------- | -------------------- |
| Дейв Батіста        | Бойс                 |
| Мілла Йовович       | Грей Еліс            |
| Арлі Ховер          | Еш                   |
| Амара Окереке       | Меланж               |
| Фрейзер Джеймс      | патріарх Йохан       |
| Саймон Льоф         | Джерайс              |
| Дейрдре Маллінз     | Мара                 |
| Себастьян Станкевич | Росс                 |
| Яцек Дзісевич       | Оверлорд             |
| Ту Лундінг          | Молот                |
| Ієн Генмор          | Незнайомець          |
| Евелін Голл         | стара бездомна жінка |
| Каміла Кламут       | повитуха             |
| Каоілін Спрінгол    | молода дівчина       |
| Павло Висоцький     | Азартний гравець     |
| Ян Ковалевський     | молодий монах        |
| Ніколас Стоун       | Кейн                 |
| Томаш Цимерман      | Аутрайдер № 1        |

## Виробництво

### Розробка
У лютому 2015 року було оголошено, що Константін Вернер придбав права на три оповідання Джорджа Мартіна: «Самотні пісні Ларена Дорра», «У загублених землях» і «Гіркі квіти». Вернер планував екранізувати всі три історії в одному фільмі з Мілою Йовович у ролі Грей Еліс і Джастіном Чатвіном у ролі Бойса. Ця версія фільму так і не відбулася, і проєкт потрапив у підвішений стан.
У 2021 році проєкт поновився з режисером Полом Андерсоном, чоловіком Йовович, який працював над серією фільмів «Оселя зла», «Мушкетери» (2011) і «Мисливець на монстрів» (2020). Дейв Батіста замінив Чатвіна в ролі Бойса, а Вернер виступив співавтором і продюсером. За словами Вернера, зйомки фільму планувалося почати наприкінці 2021 або на початку 2022 року, але їх відклали на кінець 2022 року. У серпні 2022 року в інтерв'ю перед зйомками Андерсон описав фільм як «вестерн», сказавши:
За своєю суттю це дуже вестерн, оскільки він має всю іконографію, яку можна було б асоціювати з вестерном. Події відбуваються в постапокаліптичних землях, тому на перший погляд це не вестерн, але в глибині душі він точно вестерн. Він має стосунок до багатьох тропів вестерну, сторітелінгу й образів, тож я дуже радий ним займатися.

### Зйомки
Основні зйомки розпочалися 14 листопада 2022 року на «Alvernia Studios» у Польщі. Зйомку закінчено в лютому 2023 року, через 46 днів.

### Візуальні ефекти
Візуальні ефекти були виконані «Herne Hill Media», які раніше працювали над фільмами Андерсона «Оселя зла» та «Мисливець на монстрів».

### Постпродакшн
У лютому 2023 року Джордж Мартін повідомив у Твіттері, що зйомки завершилися в Польщі та проходить масштабний постпродакшн.

## Реліз
У вересні 2024 року «Vertical» придбала права на розповсюдження фільму в США. У листопаді 2024 року Мартін оголосив у своєму блозі дату виходу фільму в американський прокат — 28 лютого 2025 року, назвавши фільм «темним, закрученим, атмосферним і дуже веселим». 8 січня 2025 року фільм перенесли на 7 березня того ж року.
Дата виходу фільму «У загублених землях» у Німеччині спочатку була призначена на 26 вересня 2024 року, але потім на цю дату призначили фільм «Мегалополіс», що був  у списку Constantin Film.